# Sevran
Sevran je severovzhodno predmestje Pariza in občina v  departmaju Seine-Saint-Denis osrednje francoske regije Île-de-France. Leta 1999 je imelo naselje 47.063 prebivalcev.

## Geografija
Sevran leži 18 km severovzhodno od središča Pariza ob kanalu Ourcq. Občina meji na severu na Villepinte, na vzhodu na Vaujours, na jugu na Livry-Gargan, na zahodu pa na Aulnay-sous-Bois.
Občina je sestavljena iz devetih četrti: Beaudottes s sektorji: Savigny (1957-1960), Vieilles Beaudottes (1972-1973), collège Galois in Nouvelles Beaudottes (1982-1992), Montceleux/Pont-Blanc s sektorji Montceleux, Erables, Pont-Blanc - gornji kraj in Pont-Blanc - spodnji kraj, Les Sablons, Freinville, Les Trèfles, Rougemont, Primevères/Savigny, Centre-ville in Perrin.

## Administracija
Sevran je sedež istoimenskega kantona, vključenega v okrožje Le Raincy.

## Zgodovina
Nekdaj majhna vas na ravnici Pays de France se je občina v 60ih in 70ih letih 20. stoletja soočila z izgradnjo številnih novih sosesk in posledično prirastkom števila prebivalstva.